# Tramways du Quercy
La compagnie des tramways du Quercy et extensions (TQE) est le nom de la compagnie à laquelle a été concédée la courte ligne d'intérêt local à voie métrique de Bretenoux - Biars à Saint-Céré, dans le Lot, exploitée de 1907 à 1934.
Une des voitures à essieux de deuxième classe ayant officié sur cette ligne est préservée au Musée des tramways à vapeur et des chemins de fer secondaires français (MTVS) à Butry-sur-Oise.

## Chronologie
- 22 août 1904 : Convention entre le département et les concessionnaires[2].
- 28 septembre 1904 : Décret approuvant la convention du 22 août[2].
- 23 décembre 1907 : Ouverture de la ligne[3].
- 11 et 19 juillet 1922 : Convention entre le département et les concessionnaires pour le rachat de la ligne[2].
- 23 décembre 1922 : Décret approuvant la convention des 11 et 19 juillet[2].
- 2 avril 1934 : Fermeture de la ligne à tout service[3].
- 13 août 1936 : Déclassement de la ligne[2].

## Historique
La ligne de Bretenoux-Biars à Saint-Céré, d'une longueur de 10 km constitue la seule ligne d'intérêt local du département du Lot. 
La compagnie des tramways du Quercy et extensions, qui l'exploite, n'a pu à profiter du complément « … et extensions » de sa dénomination sociale, les différents autres projets départementaux n'ayant pu être réalisés à la suite du contexte défavorable succédant la Première Guerre mondiale.
La ligne de Saint-Céré, reliée au « grand » réseau en gare de Bretenoux-Biars, restera isolée. Des projets, 
ont été créés dans le but de  la prolonger vers Beaulieu-sur-Dordogne, chef-lieu de canton de la Corrèze et terminus entre 1912 à 1932, d'une ligne à voie métrique des Tramways de la Corrèze.
À la suite de divers déboires, la ligne de Saint-Céré a dû être rachetée par l'autorité concédante en 1922 et fut exploitée par une régie départementale. 
Le matériel roulant, du fait du faible entretien, arrivait  en fin de vie (en 1933 pour la dernière locomotive et en 1934 pour le dernier autorail). La ligne fut fermée et rapidement déclassée.

## Exploitation

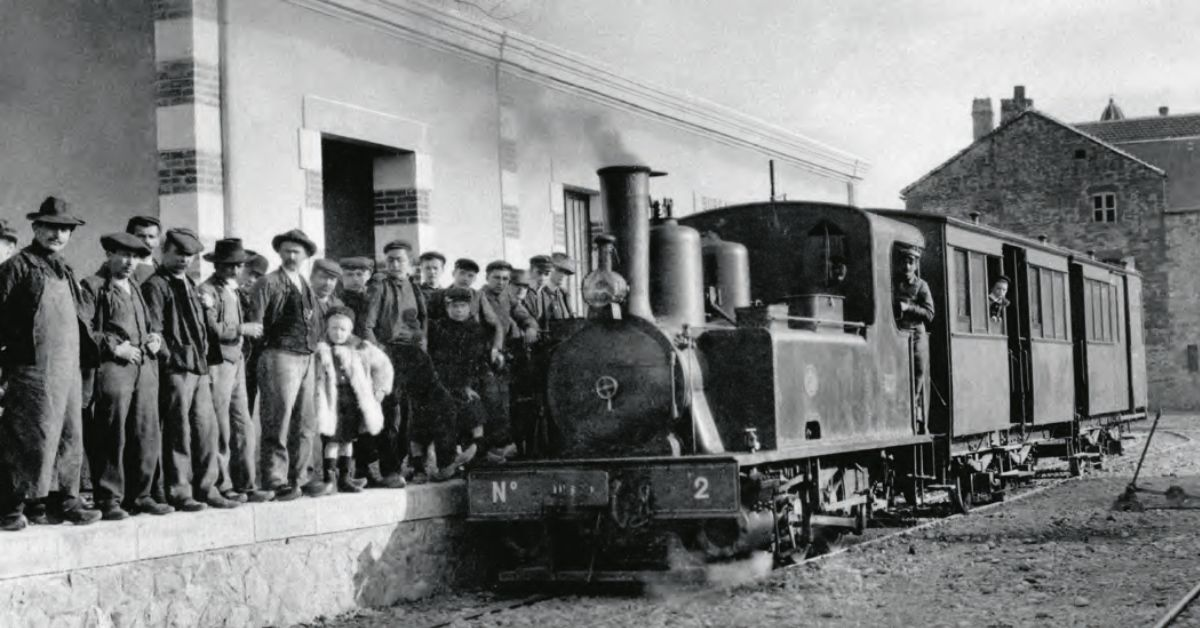
Locomotive à vapeur de type 030T Corpet-Louvet, n°2, n° 1153 de 1907 de compagnie des tramways du TQE. Destiné à désenclaver les villages du Lot, le Tramway à vapeur du Quercy a circulé à partir de 1907

### Matériel roulant
- une locomotive de type 030T Corpet-Louvet, n°1 (1065/1906) ;
- une locomotive de type 030T Corpet-Louvet, n°2 (1153/1907) ;
- une locomotive Mallet 020-020 Corpet-Louvet, n°104 (679/1897), système Mallet, ex-Tramways d'Ille-et-Vilaine ;
- un locotracteur ;
- un autorail Berliet, acquis après la reprise en régie départementale ;
- un autorail Renault, acquis après la reprise en régie départementale[2].

## Matériel et installations préservées
La voiture de voyageurs B 2 subsiste actuellement préservée et restaurée par le Musée des tramways à vapeur et des chemins de fer secondaires français situé à Butry-sur-Oise en région parisienne  Classé MH (2004).

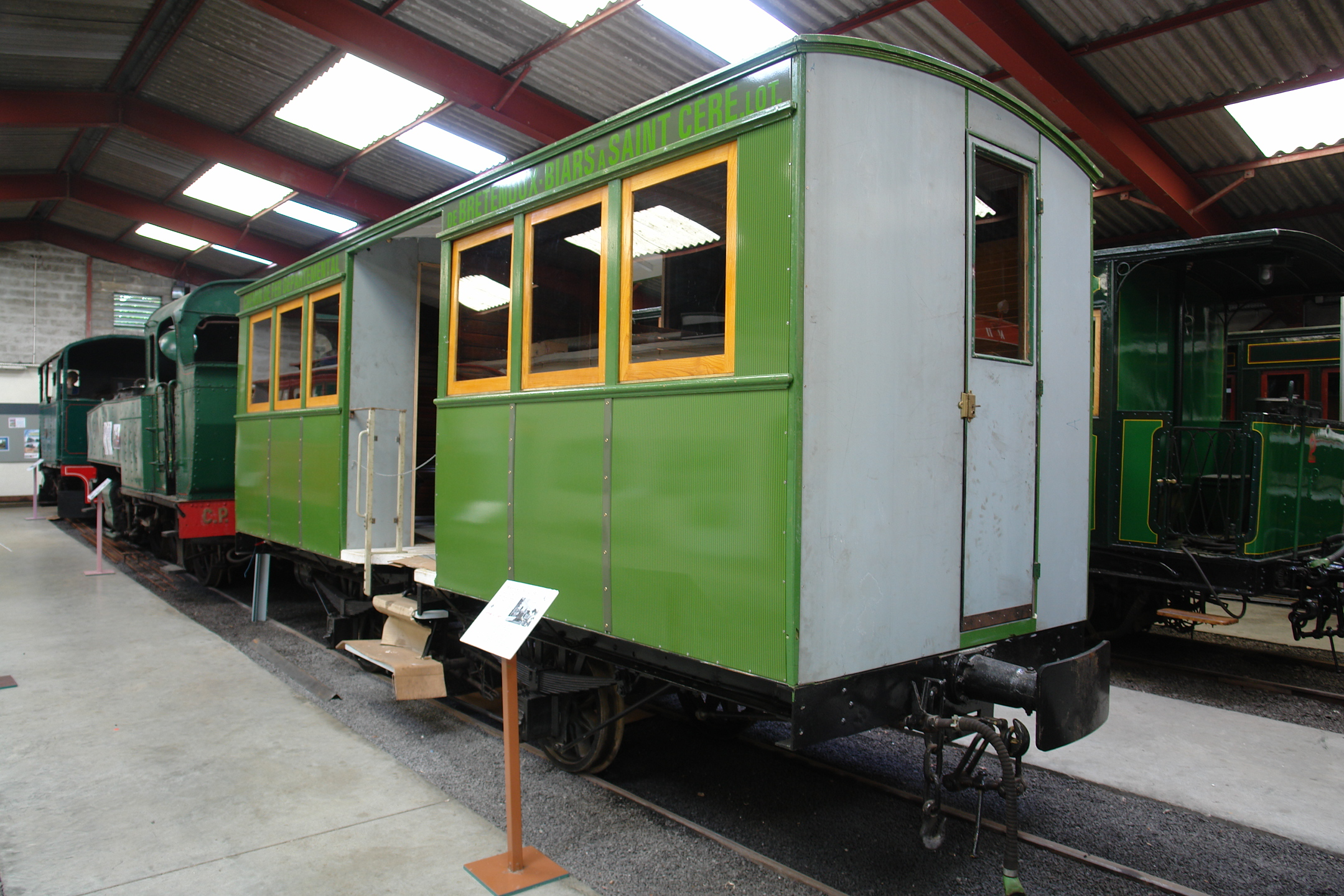
La voiture B2 à Butry-sur-Oise.